# Selenicereus grandiflorus subsp. hondurensis
A Selenicereus grandiflorus subsp. hondurensis egy korábban Selenicereus hondurensis néven önálló fajnak vélt epifita kaktusz, melyet ritkán tartanak dísznövényként.

## Elterjedése és élőhelye
Honduras, Guatemala; alacsony tszf. magasságban.

## Jellemzői
Hajtásai 22 mm átmérőjűek, 7-10 bordásak, areolái 6–10 mm távolságban állnak, barnásak, 7-9 tövist hordoznak, melyek fehérek, törékenyek, az 1-2 középtövis 6 mm hosszú. Virágai 230 mm hosszúak, 180 mm átmérőjűek, a pericarpium világos szőrökkel borított, a külső szirmok barnák, visszahajlanak, a belső szirmok sárgásfehérek, a porzók fehérek, a bibe világossárga. Termése 60 mm hosszú, 55 mm átmérőjű rózsaszín, fehér pulpájú bogyó. Magjai 2-2,5 mm hosszúak, feketék.